# Benzidin
Benzidin je proizvedena kemikalija, ki je pomembna surovina za sintezo barvil. Je aromatski amin za umetna barvila in dišave, ki se ne pojavlja v naravni obliki. Večina ljudi ni izpostavljena benzidinu v okolju. Poklicna izpostavljenost kemikaliji je bila povezana s povečano tveganostjo raka na mehurju. Drugi učinki pri ljudeh niso znani. V organizem vstopi z vdihavanjem, skozi kožo in zaužitjem. 

## Proizvodnja
Benzidin je pridobljen iz nitrobenzena skozi proces, sestavljen iz dveh korakov. V prvem koraku je benzidin pretvorjen v 1,2-difenilhidrazin, po navadi s pomočjo železnega prahu. V naslednjem koraku je hidrazin obdelan z mineralnimi kislinami, ki sprožijo reakcijo, po kateri se snov pretvori v 4,4'-benzidin. 
Kot pri drugih aromatskih aminih, je bil benzidin umaknjen iz uporabe v večini industrijskih panog, ker je zelo rakotvoren. Benzidin se je uporabljal za proizvodnjo barvil za oblačila, papir in usnje. V preteklosti so ga uporabljali tudi za preizkušanje krvi.